# Bernardito Auza
Bernardito "Barney" Cleopas Auza est un archevêque philippin né le 10 juin 1959, membre des services diplomatiques du Saint-Siège, il est Nonce apostolique en Espagne et en Andorre (en) en 2019 puis auprès de l'Union européenne en 2025.

## Biographie

### Enfance et éducation
Né le 10 juin 1959 à Balintawak, Talibon, Bôl, Philippines, il est le huitième d'une famille de douze enfants. Ses parents sont Meliton Garcia Auza et Magdalena Polestico Cleopas. Après une éducation primaire à Talibon, il entre au Immaculate Heart of Mary Seminary à Tagbilaran. Il étudie ensuite à l'Université de Santo Tomas à Manille, où il obtient sa Licence de philosophie en 1981, de théologie en 1986, et une maîtrise en Éducation en 1986.
Auza est ordonné par Mgr Daniel Francis Walsh, le 29 juin 1985.
Auza est envoyé à l'université pontificale Saint-Thomas-d'Aquin à Rome, où il a obtient une licence en droit canon en 1989, un doctorat en théologie sacrée en 1990, puis à l'Académie pontificale ecclésiastique, où il termine ses études diplomatiques et linguistiques.

### Début de carrière diplomatique
Il représente le Saint-Siège à Madagascar (en) et au Sud de l'Océan Indien (1990-93), en Bulgarie (en) (1993-96), en Albanie (en) (1997-98), puis il travaille au Secrétariat d'État du Vatican, dans la section pour les relations avec les États, équivalent du « Ministère des Affaires étrangères », de 1999 à 2006, puis dans la mission permanente du Saint-siège à l'ONU (2006-2008).

### Épiscopat
Auza est nommé archevêque titulaire de Suacia (de) le 8 mai 2008, et le même jour, nonce apostolique en Haïti. Il est sacré évêque le 3 juillet 2008 par le cardinal secrétaire d'État Tarcisio Bertone. Les principaux co-consécrateurs ont été Ivan Dias, le cardinal préfet de la Congrégation pour l'évangélisation des peuples, et Jean-Louis Tauran, le cardinal président du Conseil pontifical pour le dialogue inter-religieux. Après la mort de Mgr Joseph Serge Miot à la suite du tremblement de terre de 2010 en Haïti, il est administrateur apostolique de l'archidiocèse de Port-au-Prince pendant un an.
Le 1er juillet 2014, Mgr Auza est nommé observateur permanent auprès de l'organisation des Nations unies à New York par le pape François, en remplacement de Mgr Francis Chullikatt.
En avril 2017, il dénonce le concept de bombe démographique, qui n'est pas responsable de la pauvreté selon le Vatican.
En mai 2017, il déclare à l'ONU que « l'idolâtrie de l'argent conduit à négliger les pauvres ».
Le 1er octobre 2019 il est nommé nonce apostolique en Espagne et en Andorre (en). Le 22 mars 2025 il est nommé nonce apostolique auprès de l'Union européenne.

## Succession apostolique
Bernardito Auza a ordonné les évêques suivants :
- Archevêque Launay Saturné (2010)
- Archevêque Max Leroy Mésidor (2012)
- Évêque Fernando Valera Sánchez (es) (2020)
- Évêque Vicente Ribas Prats (es) (2021)
- Évêque Jesús Pulido Arriero, H.S.O.D. (2022)
- Évêque Gerard Villalonga (es) (2023)
- Évêque Mikel Garciandía (es) (2024)
- Évêque Eloy Alberto Santiago Santiago (2025)